# Guilherand-Granges
Guilherand-Granges è un comune francese formato da 11 159 abitanti situato nel dipartimento dell'Ardèche della regione dell'Alvernia-Rodano-Alpi.

## Società

### Evoluzione demografica
Abitanti censiti

## Amministrazione

### Gemellaggi
- Bad Soden-Salmünster, Germania
- Casalmaggiore, Italia